# Stenelmis aritai
Stenelmis aritai is een keversoort uit de familie beekkevers (Elmidae). De wetenschappelijke naam van de soort werd in 1965 gepubliceerd door Satô.